# بوب سايكس
بوب سايكس (بالإنجليزية: Bob Sykes)‏ هو لاعب كرة قدم أمريكية أمريكي، ولد في 15 مارس 1927 في أوكلاند في الولايات المتحدة.

## وصلات خارجية
- بوب سايكس على موقع مرجع كرة القدم المحترفة.كوم (الإنجليزية)